# The Four Horsemen of the Apocalypse (1962)
The Four Horsemen of the Apocalypse is een Amerikaanse oorlogsfilm uit 1962 onder regie van Vincente Minnelli. Het scenario is gebaseerd op de roman De vier apocalyptische ruiters van de Spaanse auteur Vicente Blasco Ibáñez. De film werd destijds uitgebracht in Nederland onder de titel Nacht over Parijs.

## Verhaal
Vlak voor het begin van de oorlog keert Karl uit Duitsland terug naar zijn familie in Argentinië. Zijn familie is geschokt door Karls sympathieën voor het nazisme. Bij het uitbreken van de oorlog gaat Karl terug naar Duitsland om zich aan te sluiten bij het Duitse leger. Zijn neef Julio besluit ook naar Europa te gaan om tegen de nazi's te vechten.

## Rolverdeling
| Acteur               | Personage             |
| -------------------- | --------------------- |
| Glenn Ford           | Julio Desnoyers       |
| Ingrid Thulin        | Marguerite Laurier    |
| Charles Boyer        | Marcelo Desnoyers     |
| Lee J. Cobb          | Julio Madariaga       |
| Paul Lukas           | Karl von Hartrott     |
| Yvette Mimieux       | Chi Chi Desnoyers     |
| Karlheinz Böhm       | Heinrich von Hartrott |
| Paul Henreid         | Etienne Laurier       |
| Harriet E. MacGibbon | Luisa Desnoyers       |
| Kathryn Givney       | Elena von Hartrott    |
| Marcel Hillaire      | Armand Dibier         |
| George Dolenz        | Generaal von Kleig    |
| Stephen Bekassy      | Kolonel Kleinsdorf    |
| Nestor Paiva         | Miguel                |
| Albert Rémy          | François              |